# Young Heart
 (janvier 2022).
La mise en forme du texte ne suit pas les recommandations de Wikipédia : il faut le « wikifier ».
Les points d'amélioration suivants sont les cas les plus fréquents. Le détail des points à revoir est peut-être précisé sur la page de discussion.
- Les titres sont pré-formatés par le logiciel. Ils ne sont ni en capitales, ni en gras.
- Le texte ne doit pas être écrit en capitales (les noms de famille non plus), ni en gras, ni en italique, ni en « petit »…
- Le gras n'est utilisé que pour surligner le titre de l'article dans l'introduction, une seule fois.
- L'italique est rarement utilisé : mots en langue étrangère, titres d'œuvres, noms de bateaux, etc.
- Les citations ne sont pas en italique mais en corps de texte normal. Elles sont entourées par des guillemets français : « et ».
- Les listes à puces sont à éviter, des paragraphes rédigés étant largement préférés. Les tableaux sont à réserver à la présentation de données structurées (résultats, etc.).
- Les appels de note de bas de page (petits chiffres en exposant, introduits par l'outil «  Source ») sont à placer entre la fin de phrase et le point final[comme ça].
- Les liens internes (vers d'autres articles de Wikipédia) sont à choisir avec parcimonie. Créez des liens vers des articles approfondissant le sujet. Les termes génériques sans rapport avec le sujet sont à éviter, ainsi que les répétitions de liens vers un même terme.
- Les liens externes sont à placer uniquement dans une section « Liens externes », à la fin de l'article. Ces liens sont à choisir avec parcimonie suivant les règles définies. Si un lien sert de source à l'article, son insertion dans le texte est à faire par les notes de bas de page.
- La présentation des références doit suivre les conventions bibliographiques. Il est recommandé d'utiliser les modèles {{Ouvrage}}, {{Chapitre}}, {{Article}}, {{Lien web}} et/ou {{Bibliographie}}. Le mode d'édition visuel peut mettre en forme automatiquement les références.
- Insérer une infobox (cadre d'informations à droite) n'est pas obligatoire pour parachever la mise en page.

Pour une aide détaillée, merci de consulter Aide:Wikification.
Si vous pensez que ces points ont été résolus, vous pouvez retirer ce bandeau et améliorer la mise en forme d'un autre article.
Young Heart est le quatrième album studio de l'auteure-compositrice-interprète anglaise Birdy, sorti le 30 avril 2021 chez Atlantic Records. L'album a été annoncé le 22 janvier 2021, avec la sortie du premier single "Surrender".

## Contexte
Vers la fin de la tournée de son album de 2016 Beautiful Lies, Birdy admet avoir le sentiment qu'elle « surjouait un peu » et préférerait capturer les aspects plus calmes et plus doux de la façon dont elle écrit et chante normalement lorsqu'elle est seule. Au cours des quatre années qui ont suivi la sortie de Beautiful Lies et des deux années qui ont suivi la sortie de Walking In The Air, Birdy a fait une pause dans la création musicale, avant de finalement revenir en novembre 2020 avec la sortie de l'EP Piano Sketches,.
Dans la période entre Beautiful Lies et Young Heart, Birdy invoque le "syndrome de la page blanche" et le besoin de prendre "du temps pour vivre un peu" comme raisons pour lesquelles il lui a fallu quatre ans pour terminer l'album.
Avant le début de l'écriture de l'album, Birdy a souffert d'une rupture amoureuse et s'est tournée vers la musique d'Etta James et Nina Simone pour un soutien émotionnel. Pour trouver l'inspiration pour écrire et évacuer la tristesse de la rupture, Birdy a fait un voyage de trois mois en Inde avec sa sœur, sa cousine et une amie avant de séjourner dans une cabane en rondins à Topanga, en Californie, pour trouver l'inspiration. Vivre dans cette cabane a donné à l'album un feeling "Laurel Canyon, années 70" selon Birdy. Le résultat est ce qu'elle appelle un « heartbreak album »  inspiré de l'album Blue de Joni Mitchell. Le premier morceau écrit pour Young Heart était la chanson titre Young Heart qui est en quelque sorte le « cœur du disque » et la « chanson la plus chargée d'émotion » pour Birdy. Le morceau Loneliness, en revanche, avait été écrit à l'origine pour Beautiful Lies en 2016, mais a été mis de côté à l'époque car il ne s'intégrait pas bien à cet album.

## Enregistrement
Contrairement à la « grosse production » de l'album précédent, Birdy a déclaré que Young Heart est « assez dépouillé - tout ce qui n'avait pas besoin d'être là n'y est pas. Il n'y a pas de décoration. » Pour enregistrer l'album, Birdy a travaillé avec les producteurs Ian Fitchuk et Daniel Tashian qui avaient déjà travaillé sur l'album Golden Hour de Kacey Musgraves en 2018.
Les sessions d'enregistrement de l'album ont eu lieu à Nashville. L'enregistrement a été achevé juste avant que la pandémie de Covid-19 ne frappe en mars 2020 et l'album devait sortir peu de temps après. Sa sortie a été retardée en raison de la pandémie, mais cela a laissé plus de temps à Birdy pour réfléchir à l'album et apporter de petits changements en conséquence. Pendant son séjour dans sa maison familiale dans la New Forest durant la pandémie, elle a installé un studio de mixage de fortune dans un placard et terminait des morceaux du disque à la maison.

## Promotion
Le 15 avril 2021, Birdy a enregistré un concert au Wilton's Music Hall de Londres dans les conditions du direct, accompagnée d'un groupe comprenant huit joueurs à cordes, un clarinettiste et un cor français. Le spectacle a été filmé par le réalisateur Ed Coleman et diffusé en "livestream" sur internet. Kate Soloman pour iNews a attribué à la performance quatre étoiles sur cinq et l'a qualifiée de « magistrale, emplie d'un bruit magnifique. »
Le 30 avril, au moment de la sortie de l'album, Birdy a organisé une soirée de lancement d'album sur YouTube en interprétant une liste de 7 chansons choisies par les fans.

## Sortie
Young Heart est sorti sur CD, cassette, vinyle et formats numériques. Un vinyle 33 tours exclusif de couleur violette de 140 g est disponible sur le site Web de Birdy. Il est fabriqué à partir de plastique 100 % recyclé et les pochettes intérieures et extérieures sont fabriquées à partir de papier 100 % recyclé. Chacun de ces pressages recyclés est unique car il est fabriqué à partir de matériaux composites, un sous-produit du pressage d'autres disques vinyles.

## Réception critique
Dès sa sortie, Young Heart a été acclamé par les critiques de musique. Chez Metacritic, l'album a une note moyenne de 84/100, basée sur 4 critiques, indiquant une "acclamation universelle".
Le Times a fait l'éloge de l'album, lui attribuant quatre étoiles, pour ses « sentiments si peu cyniques et candides qu'il est impossible de ne pas être charmé. »  Une critique quatre étoiles de NME a salué l'album comme un "album magnifique qui capture parfaitement le voyage sinueux où vous emmène le chagrin d'amour" et a loué le style de chansons plus dépouillé d'avoir permis aux émotions de Birdy de venir au premier plan. Cependant, certains critiques ont émis quelques réserves concernant les chansons River Song et Little Blue qui viendraient alourdir la dynamique de l'enchaînement de pistes déjà long (16 titres). De même, Lauren Murphy pour The Irish Times écrit que parfois « Young Heart est trop long pour son propre bien. » En revanche, une critique de 7/10 pour The Line of Best Fit l'a qualifié d'« ajout cohérent à un catalogue déjà charmant de Birdy » qui est « cohérent du début à la fin. »

## Liste des pistes
| Young Heart track listing | Young Heart track listing           | Young Heart track listing | Young Heart track listing | Young Heart track listing | Young Heart track listing | Young Heart track listing | Young Heart track listing | Young Heart track listing | Young Heart track listing |
| No                        | Titre                               | Producer(s)               | Durée                     |                           |                           |                           |                           |                           |                           |
| ------------------------- | ----------------------------------- | ------------------------- | ------------------------- | ------------------------- | ------------------------- | ------------------------- | ------------------------- | ------------------------- | ------------------------- |
| 1.                        | The Witching Hour – Intro           | - Fitchuk - Tashian       | 0:49                      |                           |                           |                           |                           |                           |                           |
| 2.                        | Voyager                             | - Fitchuk - Tashian       | 4:26                      |                           |                           |                           |                           |                           |                           |
| 3.                        | Loneliness                          | James Ford                | 3:22                      |                           |                           |                           |                           |                           |                           |
| 4.                        | The Otherside                       | - Fitchuk - Tashian       | 3:26                      |                           |                           |                           |                           |                           |                           |
| 5.                        | Surrender                           | Ford                      | 3:54                      |                           |                           |                           |                           |                           |                           |
| 6.                        | Nobody Knows Me Like You Do         | Birdy                     | 4:57                      |                           |                           |                           |                           |                           |                           |
| 7.                        | River Song                          | - Fitchuk - Tashian       | 3:45                      |                           |                           |                           |                           |                           |                           |
| 8.                        | Second Hand News                    | Ford                      | 4:08                      |                           |                           |                           |                           |                           |                           |
| 9.                        | Deepest Lonely                      | Ford                      | 3:52                      |                           |                           |                           |                           |                           |                           |
| 10.                       | Lighthouse                          | - Fitchuk - Tashian       | 3:33                      |                           |                           |                           |                           |                           |                           |
| 11.                       | Chopin Waltz in A Minor (Interlude) | - Fitchuk - Tashian       | 0:45                      |                           |                           |                           |                           |                           |                           |
| 12.                       | Evergreen                           | - Fitchuk - Tashian       | 3:32                      |                           |                           |                           |                           |                           |                           |
| 13.                       | Little Blue                         | - Fitchuk - Tashian       | 3:03                      |                           |                           |                           |                           |                           |                           |
| 14.                       | Celestial Dancers                   | - Fitchuk - Tashian       | 5:19                      |                           |                           |                           |                           |                           |                           |
| 15.                       | New Moon                            | - Fitchuk - Tashian       | 3:32                      |                           |                           |                           |                           |                           |                           |
| 16.                       | Young Heart                         | - Fitchuk - Tashian       | 5:58                      |                           |                           |                           |                           |                           |                           |
| 58:21                     |                                     |                           |                           |                           |                           |                           |                           |                           |                           |

## Intervenants

### Musiciens
- Jasmine Van den Bogaerde – chant, guitare, piano, mellotron, synthétiseur, orgue
- Ian Fitchuk – guitare basse, batterie, mellotron
- Daniel Tashian - synthétiseur, chœurs, basse, mellotron
- James Ford - synthétiseur, guitare 12 cordes, batterie, harmonium, orgue hammond
- Matt Combs – cordes
- Tyler Summers – Clarinette basse, flûte
- Austin Hoke – Violoncelle

### Production
- Jasmine Van den Bogaerde - ingénieur d'enregistrement vocal
- Ian Fitchuk - ingénieur du son, production (tracks 1, 2, 4, 6, 7, 10-16)
- Daniel Tashian - ingénieur du son, production (tracks 1, 2, 4, 6, 7, 10-16)
- James Ford - production (tracks 3, 5, 8, 9)
- Sara Law – production exécutive
- Rachel Moore - assistante ingénieur
- Cenzo Townshend - ingénieur de mixage
- Mark Stent - ingénieur de mixage
- Camden Clarke - assistant ingénieur de mixage
- Matt Wolach - assistant ingénieur de mixage
- Robert Sellens - assistant ingénieur de mixage
- Jonny Wright - production supplémentaire
- Josh Moore - éditeur de musique
- Stuart Hawkes - ingénieur de mastering

## Historique des versions
| Région | Date          | Format                                              | Étiqueter  |   |
| ------ | ------------- | --------------------------------------------------- | ---------- | - |
| Divers | 30 avril 2021 | - CD - LP - cassette - digital download - streaming | atlantique | , |